# ショッピングモールフェスタ
ショッピングモールフェスタは、福島県郡山市日和田町にある地元の日和田町商工会が主導して開設された郊外型ショッピングセンター。
2023年（令和5年）8月31日をもって一時閉店し、2027年春頃に「イオンモール郡山」として施設名称を一新する形で跡地にオープン予定。
イオン東北（直営及びイオン専門店）とイオンモールの連結子会社「日和田ショッピングモール」（フェスタ専門店街及びフェスタパワー）が管理運営している。
名称は「Full Excite Soft Tender Attract」の頭文字を採ったもので、顧客を魅了する刺激的な商業施設を目指して命名された。

## 歴史
1984年（昭和59年）から構想され、1987年（昭和62年）に日和田町商工会が郊外への商業集積を開設する長期ビジョンをまとめて、同年8月に任意団体を結成したのが始まりである。そのビジョンに基づき、本格的なモータリゼーションに対応した複合型リージョナルショッピングセンターとして、レジャー・コミュニティー施設を含めた商業施設を地元主導で作り上げることが目指されていた。
1989年（平成元年）2月に「日和田商業開発協同組合」を設立し、同年7月にジャスコと基本協定を締結。1991年（平成3年）1月11日、大規模小売店舗法に基づいて「日和田地域主導型ショッピングセンター」として届出を行い、1995年（平成7年）10月12日に地鎮祭を執り行い着工した。
その第1期部分として、1996年（平成8年）4月27日にショッピングモールフェスタとして開業した。開業時点では、株式会社日和田ショッピングモールの運営するフェスタ専門店街に61店舗のテナントが出店していたほか、ジャスコ部分にも24店舗の専門店がテナントとして出店した。また、開業時から夜9時まで営業するなど、当時の郊外型ショッピングセンターとしては珍しい長時間を行っていた。
店舗部分は2フロア構造で核店舗部分と専門店街に分かれており、その両者を繋ぐ部分には屋上までの吹き抜けのあるアミューズメント施設を配置する形で開業した。幅9mのメインコンコースとゆったりとした幅4mの主通路を持ち、両脇に水が流れる大会談で1階と2階を結んでいた。また、各階に飲食店を配すると共に、2階に子ども図書館やカラオケ店などを設けて、多様な来店客が長時間滞在する施設を目指していた。
開業時から約3,800台収容の駐車場を備えていたのみならず、郡山駅からバスで約20分と公共交通機関での来店も可能となっていた。
1997年（平成9年）3月27日、国道4号を挟んで向かい側に東邦精麦が複合商業施設「オリエントパーク日和田」を開業させ、第一家電・家具の山新・ジョイフル山新・ブックオフ・セガワールド（現・GENDA GiGO Entertainment）などが出店した。
開設当時から更なる施設の増設が構想されており、株式会社日和田ショッピングモールがデベロッパーとなって2000年（平成12年）4月にダイユーエイトなどが出店するフェスタパワーを開業した。

### 建て替えにより閉店
1996年に開業したフェスタの建物は老朽化が進んでおり、2011年（平成23年）3月11日の東北地方太平洋沖地震や2021年（令和3年）、2022年（令和4年）の福島県沖地震などでも大きな被害を受けていた。そのため、運営を担うイオンモール・イオン東北・日和田ショッピングモールの3社は、防災拠点としての機能を強化するため、建て替えすることを決めた。
2023年（令和5年）8月31日に建替えの為に閉店となったが、閉店時点では本館の他に、家電量販店など5棟の専門店棟で構成されていた。
なお、閉店後もユニクロ、イエローハット、マンマチャオ（コインランドリー）の3店舗は継続営業。
閉店したブックオフプラス跡地に同年9月15日にスーパーマーケットのイオン郡山店食品館を開店したを皮切りに、一部の専門店も別棟の仮設店舗へ順次移転が行われて「FESTA VILLAGE（フェスタ ヴィレッジ）」として営業することとなった。
また、近隣のイオンタウン郡山内に衣料品専門店の「イオン郡山店」を主体とした「FESTA VILLAGE イオンタウン郡山」が開店した。

## イオンモールへの建て替え計画
フェスタの跡地にできる「イオンモール郡山」は、2025年2月時点の計画によると、敷地面積は160,000m2、延床面積は97,000m2の予定で名称変更後も運営は日和田ショッピングモールが変わらず行う予定。オープンするまで当面の間はイオン食品館などが敷地内の仮設店舗などで営業中。　

## 沿革
- 1987年（昭和62年）
  - 日和田町商工会が郊外への商業集積を開設する長期ビジョンをまとめる[1]。
  - 8月 - 任意団体を結成[7]。
- 1989年（平成元年）
  - 2月 - 「日和田商業開発協同組合」を設立[7]。
  - 7月 - ジャスコと基本協定を締結[7]。
- 1991年（平成3年）1月11日 - 大規模小売店舗法に基づいて「日和田地域主導型ショッピングセンター」として届出を[9]。
- 1995年（平成7年）10月12日 - 地鎮祭を行って着工[7]。
- 1996年（平成8年）4月27日 - ジャスコ郡山フェスタ店を核店舗として地元主導型のショッピングセンターとして開業[1]。
- 1997年（平成9年）3月27日 - 国道4号を挟んで向かい側に東邦精麦の複合商業施設「オリエントパーク日和田」が開業[11]。
- 2000年（平成12年）4月 - ダイユーエイトなどが出店するフェスタパワーを開業[13]。
- 2002年（平成14年）8月8日 - フェスタパワー区画にアミューズメント棟及び観覧車を開業。[要出典]
- 2007年（平成19年）10月26日 - 本館専門店街全面改装し再開業。[要出典]
- 2010年（平成22年）4月23日 - ユニクロ郡山日和田フェスタ店棟新築増床し開業。[要出典]
- 2011年（平成23年）
  - 3月1日 - イオングループ内GMS事業の統合に伴い、核店舗屋号を「ジャスコ」から「イオン」へ改称[20]。
- 2012年（平成24年）11月30日 - フェスタ専門店街とフェスタパワーの管理運営法人の日和田ショッピングモールがイオンモールの傘下となる[広報 5]。
- 2017年（平成29年）3月31日 - フェスタ大観覧車「ビッグルーレット」が運行を終了、2017年7月撤去工事を完了。[要出典]
- 2018年（平成30年）6月29日 - フェスタパワー区画内に総合リサイクルショップ「ブックオフプラス」が開店。[要出典]
- 2020年（令和2年）3月1日[21] - マックスバリュ東北とイオンリテール東北の食品事業を統合、イオン東北株式会社が発足[22]。
- 2021年（令和3年）9月1日 - イオン東北とイオンリテール東北事業本部の統合[23]に伴い、「イオン郡山フェスタ店」の管理・運営および衣料、住居余暇、H&BC各売場をイオン東北に移管。[要出典]
- 2023年（令和5年）
  - 2月24日 - 新たな商業施設への移行に伴い、同年8月末をもって一旦営業を終了することを発表[広報 1]。
  - 7月27日 - 地域のインフラ拠点確保のため、「FESTA VILLAGE」と呼ばれる仮設店舗にてイオンや一部の専門店が同年9月以降も営業を継続することを発表[広報 4]。
  - 8月31日 - 建替えの為、閉店[15]。
  - 9月15日 - 「イオン郡山店食品館」が開店[17]。
  - 9月22日 - 近隣のイオンタウン郡山内に衣料品専門店の「イオン郡山店」を主体とした「FESTA VILLAGE イオンタウン郡山」が開店[18]。
- 2027年春頃 -　「イオンモール郡山」に名称を改めて開業予定[3]。

## 店舗構成
出店テナント全店の一覧・詳細情報は公式サイト「ショップリスト」を参照。

## 交通機関
- JR東北本線日和田駅より徒歩約20分。[独自研究?]
- JR東北本線・磐越西線・磐越東線・水郡線郡山駅よりバス約20分[2]。
- 福島交通「日和田フェスタ行き」[広報 6]。

### 広報など1次資料
1. 1 2  『「ショッピングモールフェスタ」 2023年8月末に一旦営業終了について』（PDF）（プレスリリース）日和田ショッピングモール、イオンモール、イオン東北（3社連名）、2023年2月24日。2023年2月28日閲覧。
2. ↑  イオンモール第102期株主総会召集通知P.8[リンク切れ]
3. ↑  『～これからも地域の皆さまとともに～9月、郡山市内に「イオン」2店舗を順次オープン』（PDF）（プレスリリース）イオン東北株式会社、2023年9月7日。2023年9月7日閲覧。
4. 1 2  『「ショッピングモールフェスタ」2023年9月以降の営業について』（PDF）（プレスリリース）日和田ショッピングモール、イオンモール、イオン東北（3社連名）、2023年7月28日。2023年8月13日閲覧。[リンク切れ]
5. ↑  イオンモールアニュアルレポートモール一覧[リンク切れ]、イオンリテール・イオンモールニュースリリース：「その他事業部」参照、福島県大規模小売店舗申請変更事項
6. ↑  “アクセスガイド”.   日和田ショッピングモール. 2024年8月12日閲覧。